# Brug 2105
Brug 2105 is een vaste brug in Amsterdam-Noord.
De brug werd gelegd in de Zwartegouw die gelegen is op de noordoostelijke oever van het niet voltooide Kanaal om de Noord. Die gouw volgt lang het traject van de Rijksweg 10, maar dan in Landelijk Noord, het landelijk gebied daarbuiten. De brug is een zusje van brug 2108, ze komt uit dezelfde tijd en is van dezelfde bouwer. Ter plaatse lag tot 2013 een stelsel van slootjes en sloten. Er werd vervolgens een stuk land onder water gezet, waarbij alleen de dijk en oever van genoemd kanaal bleef liggen. De gemeente Amsterdam maakte vervolgens een doorbraak in die dijk en daarna kwam er een grotendeels houten brug over die doorbraak. De brug is slechts enkele meters lang.
2100 · 2102 · 2103 · 2105 · 2106 · 2107 · 2108 · 2109 · 2110 · 2111 · 2112 · 2113 · 2114 · 2115 · 2120 · 2121 · 2125 · 2127 · 2128 · 2129 · 2130 · 2131 · 2132 · 2133 · 2134 · 2135 · 2136 · 2137 · 2138 · 2139 · 2140 · 2141 · 2142 · 2143 · 2144 · 2145 · 2146 · 2147 · 2148 · 2149 · 2150 · 2151 · 2152 · 2153 · 2154 · 2155 · 2156 · 2157 · 2158 · 2159 · 2160 · 2161 · 2162 · 2163 · 2164 · 2165 · 2166 · 2167 · 2168 · 2169 · 2170 · 2171 · 2172 · 2173 · 2174 · 2175 · 2176 · 2178 · 2179 · 2180 · 2181 · 2182 · 2183 · 2184 · 2185 · 2186 · 2188 · 2189 · 2190 · 2191 · 2192 · 2193 · 2194 · 2195 · 2196 · 2197 · 2198 · 2199
Overige brugnummers zijn niet (meer) vergeven, behalve brug 2177, een verdwenen brug in Park Frankendael.